# Мапуче (език)
Езикът Мапуче, известен и като Араукански език и Мапудунгун е език на индианците мапуче (араукани). Разпространен в централните и южни райони на Чили и съседните им райони в Аржентина. Общото число говорещи езика мапуче е около 440 000 души, от които около 400 000 души в Чили.
Езикът включва три наречия – вече изчезналото северно (пикунче), изчезващото южно (уиличе или цесунгун) и най-голямото централно (мапудунгун или мапуче) с многобройни диалекти (пеуенски, лафкенски, уентески, нагски и други в Чили; ранкилски, леуфуски, телуче, дивиче, чубутски, мансанеро и други в Аржентина).

## Фонетика
Езикът мапуче съдържа 22 съгласни и 6 гласни звука.

## Морфология
Морфологически езика мапуче е полисинтетичен език от суфиксален тип.

## Писменост
През 1988 г. е приета унифицирана азбука на основата на латинската графика.
Мапуче азбука:
| A a | Ch ch | D d   | E e   | F f | G g | I i   |
| K k | L l   | L ḻ   | Ll ll | M m | N n | N ṉ   |
| Ñ ñ | Ng ng | O o   | P p   | R r | S s | Sh sh |
| T t | T ṯ   | Tr tr | U u   | Ü ü | W w | Y y   |